# Лазаро Брузон
Лазаро Брусон (2 травня 1982, Лас-Тунес, Куба) — кубинський шахіст, гросмейстер (2000). 
Чемпіон Куби (2004, 2005, 2007, 2009, 2010). Чемпіон світу серед юніорів (2000).
Його рейтинг станом на січень 2017 року — 2649 (111-те місце у світі, 2-ге на Кубі).

## Результати виступів на шахових олімпіадах
| Рік  | Місто           | Турнір          | Шахів- ниця | Рейтинг | + | − | = | Результат | % очок | Турнірний рейтинг | Командне місце | Особисте місце |
| ---- | --------------- | --------------- | ----------- | ------- | - | - | - | --------- | ------ | ----------------- | -------------- | -------------- |
| 2000 | Стамбул         | 34-та олімпіада | 4           | 2534    | 5 | 1 | 6 | 8 з 12    | 66,7   | 2599              | 22             | 12             |
| 2002 | Блед            | 35-та олімпіада | 1           | 2613    | 4 | 5 | 3 | 5½ з 12   | 45,8   | 2553              | 37             | 77             |
| 2004 | Кальвія         | 36-та олімпіада | 2           | 2637    | 6 | 1 | 4 | 8 з 11    | 72,7   | 2771              | 7              | 4              |
| 2006 | Турин           | 37-ма олімпіада | 1           | 2652    | 5 | 2 | 4 | 7 з 11    | 63,6   | 2749              | 16             | 21             |
| 2008 | Дрезден         | 38-ма олімпіада | 2           | 2623    | 3 | 4 | 4 | 5 з 11    | 45,5   | 2549              | 23             | 38             |
| 2010 | Ханти-Мансійськ | 39-та олімпіада | 2           | 2679    | 3 | 2 | 5 | 5½ з 10   | 55,0   | 2602              | 23             | 26             |
| 2012 | Стамбул         | 40-ва олімпіада | 2           | 2711    | 6 | 1 | 4 | 8 з 11    | 72,7   | 2701              | 11             | 9              |
| 2014 | Тромсе          | 41-ша олімпіада | 2           | 2664    | 6 | 1 | 4 | 8 з 11    | 72,7   | 2762              | 7              | 6              |
| 2016 | Баку            | 42-га олімпіада | 2           | 2623    | 3 | 3 | 3 | 4½ з 9    | 50,0   | 2551              | 25             |                |

## Зміни рейтингу
| На цьому місці має відображатися графік чи діаграма, однак з технічних причин його відображення наразі вимкнено. Будь ласка, не видаляйте код, який викликає це повідомлення. Розробники вже працюють для того, щоби відновити штатне функціонування цього графіка або діаграми. | |
| | На цьому місці має відображатися графік чи діаграма, однак з технічних причин його відображення наразі вимкнено. Будь ласка, не видаляйте код, який викликає це повідомлення. Розробники вже працюють для того, щоби відновити штатне функціонування цього графіка або діаграми. |